# Aenasius chilecito
Aenasius chilecito is een vliesvleugelig insect uit de familie Encyrtidae. De wetenschappelijke naam is voor het eerst geldig gepubliceerd in 1999 door Trjapitzin & Trjapitzin.